# Attentat à la bombe contre l'ambassade indienne à Kaboul de 2009
L'attentat à la bombe contre l'ambassade indienne de Kaboul est un attentat suicide à la bombe contre l'ambassade indienne (en) à Kaboul, en Afghanistan, survenu le 8 octobre 2009. L'attentat provoque la mort de 17 personnes et blesse 63 personnes.

## Contexte
L'attaque à la bombe survient à la suite d'un pic d'attaques de ce type en Afghanistan et au milieu d'un débat dans les pays de l'OTAN sur l'envoi de davantage de troupes de la FIAS pour combattre dans le cadre de "l'opération Enduring Freedom",.
L'Inde croit que son alliance de longue date avec l'Afghanistan, ainsi que ses liens politiques et culturels, en font une cible moins importante que de nombreuses puissances occidentales. Cependant, cette confiance est brisée par une attaque l'année précédente, un attentat à la bombe (en) contre l'ambassade qui tue plus de 50 personnes et en blesse plus de 100,,.

## Attentat
Le terroriste frappe vers 8h30, alors que la rue, où se font face l'ambassade et le ministère afghan de l'Intérieur, est occupée normalement par des piétons. Le ministre indien des Affaires étrangères déclare à l'issue que les assaillants "se sont approchés du mur d'enceinte extérieur de l'ambassade avec une voiture chargée d'explosifs, manifestement dans le but de viser l'ambassade". Cependant, les murs anti-souffle construits depuis l'attaque précédente détournent la force de l'explosion. La bombe souffle les portes et les fenêtres de l'ambassade mais ne fait aucune victime à l'intérieur. Bien qu'il y ait des dommages à la tour de guet, il n'y a aucun dommage au niveau des locaux de la chancellerie. La bombe serait de la même intensité que celle ayant explosé l'année précédente.
Un porte-parole du ministère afghan de l'Intérieur, Zemeri Bashary, déclare que l'explosion est un attentat suicide, sans fournir de détails supplémentaires. Un passant, Ahmadullah, déclare: "Nous avons entendu une grosse explosion et il y avait de la fumée partout. Ils ont découverts plusieurs civils morts et quelques dizaines de blessés. Un de mes amis dans une maison [à proximité] a été blessé par des éclats de verre." Un autre témoin, Nik Mohammad, qui conduit dans le secteur au moment de l'attaque, déclare que la route a violemment été secouée et qu'il a vu au moins quatre véhicules gravement endommagés.

## Victimes
Toutes les personnes tuées sont afghanes. Quelques indiens sont blessés cours de l'attaque. L'ambassadeur de l'Inde en Afghanistan, Jayant Prasad (en), déclare que quelques membres de la sécurité indienne sont légèrement blessés. Indian Reports allègue que l'ISI pakistanais est impliqué.

## Revendications
Quelques heures après l'attaque, les talibans revendiquent la responsabilité, confirmant les soupçons selon lesquels l'ambassade indienne était la cible. Un porte-parole des talibans déclare que le terroriste était un Afghan qui a fait exploser son véhicule chargé d'explosifs juste devant l'ambassade.
Gopalaswami Parthasarathy (en), ancien diplomate et analyste au Center for Policy Research, déclare que même s'il est trop tôt pour pointer du doigt, il y a une indication claire que les talibans considèrent l'aide économique indienne comme complémentaire aux objectifs stratégiques américains. Il déclare que "par conséquent, les Indiens sont ciblés. Ajoutez à cela, les mentors pakistanais qui ne sont pas très satisfaits de notre (sic) présence en Afghanistan". Phunchok Stobdan (en), chercheur à l'Institut d'études et d'analyses de la défense, déclare également qu'en dépit d'être la cible apparente de l'attaque, et de certaines pressions antérieures de Washington, compte tenu des sensibilités pakistanaises, l'Inde n'est toujours pas susceptible de s'éloigner de ses engagements afghans qui comprennent 1,1 milliard de dollars dans des projets de développement en cours. Il déclare: "Personne en Inde n'est prêt à sacrifier l'Afghanistan au profit de la stratégie Af-Pak. Les relations indo-afghanes sont très fortes et très anciennes, même durant la période britannique.".
Les accusations précédentes de l'Inde contre l'agence d'espionnage pakistanaise sont de nouveau mises en évidence alors que des spéculations commencent sur l'implication possible de l'ISI.

## Réactions internationales
- Afghanistan: Le cabinet du président Hamid Karzai condamne l'attaque, ajoutant que les civils représentent la plupart des blessés[4]. Le ministère des Affaires étrangères condamne également l'attentat contre la représentation indienne[10].
- États-Unis: L'ambassadeur des États-Unis en Inde, Tim Roemer (en), déclare : "Notre cœur va à l'Inde, aux victimes du terrorisme et nos prières accompagnent le peuple indien aujourd'hui. Je tiens à transmettre à la fois au ministre des Affaires étrangères et au peuple indien le soutien des États-Unis d'Amérique à l'Inde, son inquiétude face à cet attentat qui est profondément troublant et à mesure que nous découvrirons plus de détails, nous aurons plus à dire."[11].